# Lenard Lotrič
Lenard Lotrič, slovenski urednik in pravnik, * 22. oktober 1882, Železniki, † 6. april 1941, Gornja Radgona.

## Življenje in delo
Obiskoval je gimnazijo v Kranju in pravo v Pragi, kjer je tudi promoviral. Služboval je do vojne kot odvetniški pripravnik v Trstu, po prevratu pa v Beogradu pri ministrstvu za socialno politiko, upravi monopolov in ministrstvu za gozdove in rude. Tu je bil tudi odvetnik, kasneje pa se je preselil v Ljutomer. 
Nastopil je na prvem zborovanju slovenskih svobodomislecev v Ljubljani leta 1908 in bil sodelavec in urednik Svobodne misli.